# Абдуллин, Муртаза Мустафьевич
Муртаза Мустафьевич Абдуллин (тат. Мортаза Мостафа улы Абдуллин; 1910 — 4 ноября 1946, Казань) — татарский советский театральный художник, сценограф

. Первый татарский театральный художник.

## Биография
До 1933 года учился в мастерской театральной декорации в Ленинградском институте живописи, скульптуры и архитектуры, после окончания которого в 1933—1939 годах работал художником Татарского академического театра, в 1939—1946 годах — Татарского театра оперы и балета).
Одновременно, в 1935—1937 годах преподавал на татарском отделении Казанского художественного училища.
В годы Великой Отечественной войны работал в Военной академии имени Фрунзе в Москве, создал ряд плакатов.
Автор декораций к спектаклям по произведениям татарской и русской классической драматургии. В 1930-е годы его критиковали за формалистические моменты в творчестве.
Обладал тонкой живописной культурой, его мастерство наиболее ярко раскрылось в воспроизведении на сцене европейского и национального интерьера, оформлении массовых народных сцен.
М. Абдуллин внёс большой вклад в развитие татарской сценографии предвоенного времени и воспитание национальных живописцев и художников сцены (Х. А. Якупов, Л. А. Фаттахов, М. Г. Сутюшев и др).
Оформил спектакли:
- «За туманом» Ш. Камала (1935),
- «Враги» М. Горького (1936);
- «Потоки» и «Славная эпоха» Тази Гиззата (1937, 1936),
- «Каменный гость» Пушкина (1937),
- «Молодая жизнь» Г. Кулахметова (1938),
- «Шам-сикамар» Аблиева (1938).
- оперу «Качкын» («Беглец») Н. Жиганова (1939) и др.

Ныне произведения художника находятся в собрании театрального музея им. А. А. Бахрушина, Государственного музея изобразительных искусств Республики Татарстан, частных коллекциях.